# Burke (New York)
Burke è un comune degli Stati Uniti d'America, situato nello Stato di New York, nella contea di Franklin.